# Gyllene Tider

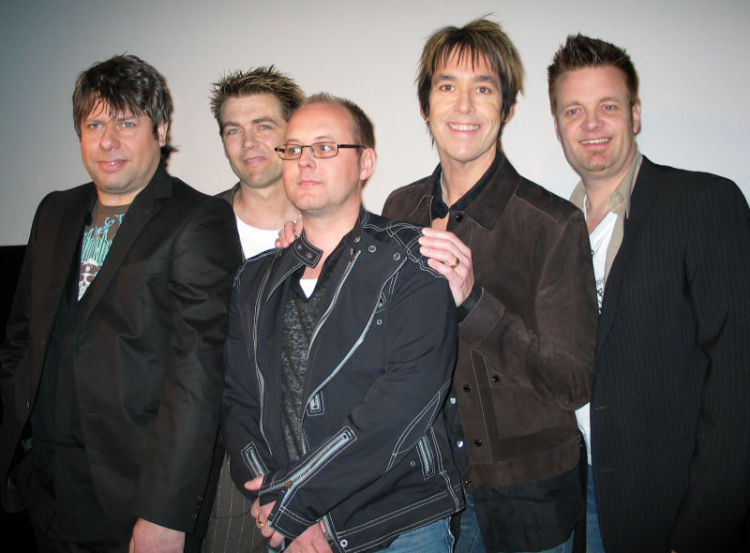
Gyllene Tider, mars 2004. Från vänster: Mats "MP" Persson, Anders Herrlin, Göran Fritzon, Per Gessle, Micke "Syd" Andersson.

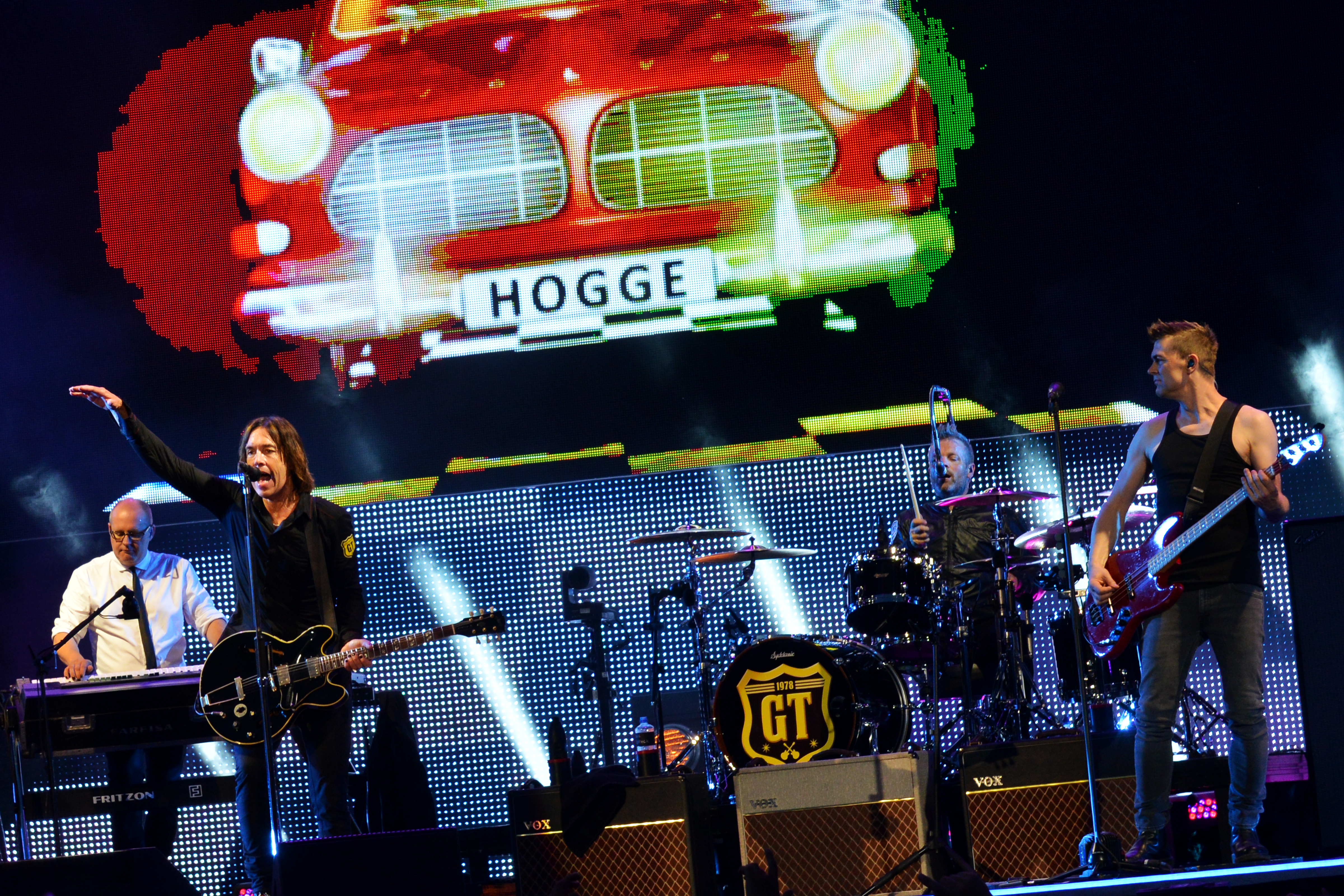
Gyllene Tider i Linköping under turnén "dags att tänka på refrängen".

Gyllene Tider är en svensk musikgrupp från Halmstad och Harplinge i Halland, ursprungligen aktiv 1978–1985 och senare även vid flera återföreningar. Musiken är baserad på engelsk och amerikansk powerpop, ofta uppbyggd kring Farfisaorgel, samt texter på svenska om livet i en mindre stad.

## Historia
Per Gessle (sång, gitarr) och Mats "MP" Persson (gitarr) träffades först 1976 i Kattegattgymnasiet och bildade 19 februari 1977 duon "Grape Rock". Några inspelningar från den tiden finns på skivan Jag har förstått allt, men jag kan inte ge några detaljer, som gavs ut i 100 exemplar av Per Gessle i samband med Mats Perssons 30-årskalas. I juli 1977 anslöt sig trummisen Micke "Syd" Andersson och basisten Janne Carlsson till gruppen och den bytte namn till Gyllene Tider. Det var dessa fyra medlemmar som i augusti 1978 spelade in den första EP-skivan Gyllene Tider, även kallad "den gula EP:n", utgiven november 1978 i 900 exemplar.
I januari 1979 hörde Kjell Andersson på skivbolaget EMI av sig och ville ge bandet skivkontrakt sedan han hört låtarna Billy, Rembrandt och När alla vännerna gått hem från "den gula EP:n". Carlsson lämnade bandet, Anders Herrlin ersatte, och kvartetten förstärktes dessutom med Göran Fritzon på Farfisa-orgel, och den sättningen kom gruppen att behålla.
Inspelningen av det första albumet, Gyllene Tider, startade i augusti 1979 och pågick i sex veckor. Lasse Lindbom var producent och han skulle fortsätta att producera alla Gyllene Tiders kommande studioalbum släppta på 1980-talet. Bandet medverkade inledningsvis på samlingsalbumet Glitter, Glögg & Rock'N'Roll med låten, 24:e december, som släpptes november 1979. En singel, Himmel no. 7, släpptes 10 december 1979 med Flickorna på TV 2 som först var B-sida. I radio och på diskoteken började man att spela B-sidan. Singeln släpptes som dubbel A-sida och 22 februari 1980 gick den upp på första plats på Sverigetopplistan.
Debutalbumet släpptes 18 februari 1980, och i juli samma år sålde både albumet och singeln Guld (50 000 respektive 25 000). Under det kommande året sålde albumet ytterligare 100 000 exemplar. Innan dess hade Gessle och MP, under namnet Peter Pop & the Helicopters, släppt singeln After school i endast 300 exemplar.
Gyllene Tider åkte på sin första turné, och exakt ett år efter att de gått in i studion och spelat in debutalbumet, påbörjades i augusti 1980 inspelningen av uppföljaren, Moderna tider. 29 oktober 1980 släpptes singeln När vi två blir en, som låg etta i sexton veckor och sålde 100 000 exemplar. Moderna Tider släpptes 10 mars 1981, blev etta på Sverigetopplistan, och hade året därpå sålts i över 300 000 exemplar.
Gyllene Tiders andra turné hade startat, men 30 april 1981 inträffade en olycka före en konsert på Masten i Kristianopel, Blekinge. Arrangörerna hade väntat 1500 personer, men det kom i stället 6 000. Flera personer trampades ned i trängseln framför grindarna vid insläppet. Fyra blev medvetslösa och fördes till sjukhus varav tre omkom. En orsak till olyckan sägs vara att det var ovanligt kallt för årstiden, det regnade och snöade om vartannat, och de flesta besökare väntade till absolut sista stund innan de tog sig till spelningen.
24 oktober 1981 hade regissören Lasse Hallströms konsertfilm Parkliv premiär. Den var filmad på Gyllene Tiders sommarturné 1981, i Mjölby och Vägasked, varvat med intervjuer med de olika medlemmarna. Samtidigt som filmen Parkliv, släpptes även singeln Ljudet av ett annat hjärta som hamnade trea på Sverigetopplistan.
I februari 1982 startade inspelningen av det tredje studioalbumet Puls som släpptes 26 augusti 1982. Singeln Sommartider hade släppts 18 juni och skulle senare bli bandets allra mest kända låt. Studioalbumet Puls debuterade på första plats på Sverigetopplistan, och skulle sälja över 200 000 exemplar. I stället för en lång turné valde bandet en sex veckors turné innan skivan släpptes, Sommartider '82.
Under tiden alla medlemmar utom Gessle gjorde sin värnplikt i Halmstad, så spelade Gessle in sitt första soloalbum. Gyllene Tider hade därefter ett möte, där de diskuterade om framtiden. Antingen skulle de lägga ned bandet, eller göra något annorlunda. De bestämde sig för en internationell satsning och började att skriva låtar på engelska. The Heartland Café släpptes 17 februari 1984. Sex låtar från skivan lanserades på ett mini-album,  Heartland, på Capitol i USA där bandet kallade sig Roxette. Det namnet skulle Gessle återanvända när han senare startade duon Roxette med Marie Fredriksson. Det blev ytterligare en turné tillsammans med Janne Bark på gitarr, samt Marie Fredriksson och Ulrika Uhlin på körsång. Bandet upplöstes först i mars 1985 efter att Herrlin flyttat till Stockholm. Tillsammans hade bandet spelat in låten Galning som hamnade på Gessles andra soloalbum Scener.

### Återföreningar
Gyllene Tider firade 10-årsjubileum och släppte samlingen "Instant hits 1979-1989", 5 september 1989. En dubbel-LP som förutom 17 låtar, innehöll sex nyinspelade, mellan 2 och 9 januari 1988 i Halmstad, av alla medlemmarna utom Herrlin som Pers Garage. Samlingsalbumet sålde platina.
En ny återförening skedde 1995 vilket ledde till att de spelade in tre nya låtar med producenten Michael Ilbert i mars samma år. Gyllene Tider fick sina första hitlåtar på Trackslistan, Det är över nu och Kung av sand samt samlingsalbumet Halmstads pärlor som blev Sveriges mest sålda album två år i rad, 1995 och 1996. Den enda spelningen skedde på Stora Torg i Halmstad 30 juni 1995. Spelningen gav mersmak, och en turné runtom i Sverige vid namn Återtåget '96! genomfördes i juli-augusti 1996. En EP med låtarna Gå & fiska! och Juni, Juli, Augusti släpptes 7 juni 1996 och sålde platina.
Mellan januari och mars 2004 spelade bandet in studioalbumet Finn fem fel tillsammans med Clarence Öfwerman och Christoffer Lundqvist som producenter. 2004 fyllde nämligen Gyllene Tider 25 år och firade detta med ännu en ny turné - GT25 sommarturné 2004. Detta var den största turnén i Sverige någonsin som bidrog till att locka 492 252 personer. På Nya Ullevi spelade bandet 7 augusti 2004 inför 58 977 åskådare.
Den 16 januari 2013 meddelades att bandet skulle återförenas, och åka runt och spela i Sverige kommande sommar. Albumet Dags att tänka på refrängen släpptes 24 april 2013 och låg etta på Sverigetopplistan i totalt 8 veckor. Återigen producerade Öfwerman och Lundquist albumet, som spelades in i Aerosol Grey Machine Studio i Vallarum, Österlen mellan oktober 2012 och februari 2013. Ett samlingsalbum Soldans på din grammofon släpptes också i anslutning till turnén som nådde 18 städer under juli och augusti 2013. Turnén inleddes på Marknadsplatsen i Halmstad den 5 juli. Gyllene Tider kom att bli det första bandet som spelade på nybyggda Tele2 Arena i Stockholm 27 juli, och turnén avslutades i Eskilstuna på Sundbyholms slott 10 augusti 2013.
Den 15 maj 2018 släppte bandet den officiella svenska låten för fotbolls-VM. På "Bäst när det gäller" medverkar även Linnea Henriksson på sång. Låten gick in på Svensktoppen 10 juni 2018.
14 juni 2019 släppte bandet det Christoffer Lundqvist-producerade studioalbumet "Samma skrot och korn", som spelades in i Saint-Rémy-de-Provence, vilket då påstods vara deras sista studioalbum. Gyllene Tider genomförde GT40 Avskedsturnén, på sommaren samma år.
19 oktober 2022 blev det officiellt att Gyllene Tider, tre år efter avskedsturnén, återförenas återigen för att åka på turné sommaren 2023. 30 juni 2023 släpptes också albumet Hux flux.

## Medlemmar
- Per Gessle (gitarr, sång, munspel)
- Mats "MP" Persson (gitarr)
- Anders Herrlin (basgitarr)
- Göran Fritzon (keyboard, Farfisa-orgel)
- Micke "Syd" Andersson (trummor)

## Diskografi

### Studioalbum
| År   | Titel                       |
| ---- | --------------------------- |
| 1980 | Gyllene Tider               |
| 1981 | Moderna Tider               |
| 1982 | Puls                        |
| 1984 | The Heartland Café          |
| 2004 | Finn 5 fel!                 |
| 2013 | Dags att tänka på refrängen |
| 2019 | Samma skrot och korn        |
| 2023 | Hux Flux                    |

### EP, Samlingsalbum och Livealbum (i urval)
| År   | Titel                                                                                   |
| ---- | --------------------------------------------------------------------------------------- |
| 1978 | Gyllene Tider (EP)                                                                      |
| 1989 | Instant Hits (samlingsalbum med Pers Garage)                                            |
| 1990 | Parkliv! (liveinspelning från 1981)                                                     |
| 1995 | Halmstads pärlor (samlingsalbum)                                                        |
| 1996 | Gyllene Tider EP                                                                        |
| 1997 | Återtåget Live! (liveinspelning från 1996)                                              |
| 2000 | Konstpaus (samtliga inspelningar från 90-talet och lite till...)                        |
| 2004 | GT25 Live! (liveinspelning från 2004) (även DVD från konserten på Nya Ullevi med flera) |
| 2013 | Soldans på din grammofon (samlingsalbum)                                                |
| 2019 | GT40 Live! (liveinspelning från 2019)                                                   |

### Singlar
- 1979 - Himmel No. 7 / Flickorna på TV2
- 1980 - Ska vi älska så ska vi älska till Buddy Holly / (Dansar inte lika bra som) Sjömän
- 1980 - När vi två blir en / Kärleken är inte blind (men ganska närsynt)
- 1981 - Swing & Sweet (Bonus EP som Innehåller 4 covers: Gyllene Tider för rock ‘n’ roll / Vill ha ett svar! / Och jorden den är rund… / Ge mej inte det där)
- 1981 - (Kom så ska vi) Leva livet / Leka med elden
- 1981 - Ljudet av ett annat hjärta / Teena
- 1982 - Sommartider / Tylö sun / Vart tog alla vänner vägen?
- 1982 - Flickan i en Cole Porter-sång / I Go to Pieces
- 1983 - Teaser Japanese / Young Girl
- 1989 - Sommartider (Remix ’89)
- 1989 - Flickorna på TV2 (Remix ’89)
- 1995 - Det är över nu / Solens vän
- 1995 - Kung av sand / Du är en gangster, älskling!
- 1996 - Juni, juli, augusti / Ingen går i ringen
- 2004 - En sten vid en sjö i en skog / Tuffa tider (för en drömmare)
- 2004 - Solsken / Ordinärt mirakel (demo) / Nere på gatan (demo)
- 2005 - Jag borde förstås ha vetat bättre / Speciell (demo) / Tuffa tider (för en drömmare) (demo)
- 2013 - Man blir yr / Chikaboom #2
- 2013 - Henry, dansa inte disco! (En 70-talsfabel) / 45 minuter motorväg / S.O.S. (Live replokal juni 1980) / Henry, dansa inte disco! (Live replokal januari 1980)
- 2013 - Singel #2 / Dags att tänka på refrängen (2 versioner)
- 2018 - Bäst när det gäller / Bäst när det gäller (instrumental)
- 2019 - Jag drömde jag mötte fluortanten [digital singel]
- 2019 - Detektiv / Tuff tuff tuff (som ett lokomotiv) (liveinspelning Harplinge) / Du måste verkligen skämta
- 2023 - Chans / Sanna mina ord
- 2023 - Gyllene Tider Igen / Chans
- 2023 - Dagar att dansa / Sunday Driver Yea (Sanna mina ord på engelska)

### DVD
- 1997 Återtåget (dokumentär av TV4 med livescener etc)
- 2004 Karaoke Hits!
- 2004 Parkliv (konsert/dokumentär från 1981 filmad av Lasse Hallström, utgiven på DVD 2004)
- 2004 GT25 Live! (konserten på Nya Ullevi 2004 med inslag från övriga konserter)
- 2013 Live sommaren 2013
- 2019 2019 GT40! - Live Ullevi
- 2023 Hux Flux